# Де Бельэр, Антуан Александр Жюльен
Антуан Шарль Александр Жюльен де Белер (фр. Antoine Charles Alexandre Julienne de Bélair; 1775—1838) — французский военный деятель, бригадный генерал (1813 год), барон (1813 год), участник революционных и наполеоновских войн. Имя генерала выбито на Триумфальной арке в Париже.

## Биография
Родился в семье будущего дивизионного генерала Александра Жюльена де Белера (фр. Alexandre Pierre Julienne de Bélair; 1747—1819) и его супруги Анны Роше (фр. Anne Louise Victoire Rocher; 1751—1814). 18 декабря 1791 года в возрасте 16 лет поступил на военную службу солдатом 15-го пехотного полка. В 1793 году участвовал в экспедициях на Сардинию и Корсику на борту 32-пушечного фрегата «La Fauvette». Участвовал в кампаниях 1793-95 годов в составе Северной армии. 24 февраля 1795 года получил звание младшего лейтенанта 33-й полубригады линейной пехоты и на следующий день стал временным адъютантом генерала Дюмени в Армии Шербура. 21 июня 1795 года был утверждён в данной должности. С 1795 по 1796 годы служил в Рейнской армии. 21 июня 1796 года был произведён в лейтенанты. 24 июня 1796 года в составе Рейнско-Мозельской армии генерала Дезе участвовал во взятии Келя. 19 июня 1798 года стал адъютантом отца в Итальянской армии. 16 июля 1798 года получил звание капитана и был переведён в 99-ю полубригаду линейной пехоты. 31 мая 1799 года был произведён генералом Макдональдом в командиры батальона с назначением в 17-ю полубригаду линейной пехоты. 19 июня 1799 года Белер был ранен пулей в правое бедро в сражении при Треббии. 5 мая 1800 года утверждён в чине Первым консулом. С 1801 по 1805 годы служил на территории Батавской республики.
2 апреля 1805 года переведён в 18-й полк лёгкой пехоты полковника Балледье. В составе пехотной дивизии Буде, которая была частью 2-го корпуса Великой Армии принимал участие в Австрийской кампании 1805 года. В 1806 году переведён в Армию Далмации генерала Мармона. 21 мая 1809 года ранен пулей, которая сломала левую ногу в бою близ Карлштадта. 20 июня 1809 года Белер был произведён в полковники, и назначен командиром 8-го полка лёгкой пехоты. В составе дивизии Клозеля сражался при Ваграме и Цнайме.
8 декабря 1810 года переведён командиром в 24-й полк лёгкой пехоты. Принимал участие в Русской кампании 1812 года в составе 10-й пехотной дивизии генерала Ледрю дез Эссара 3-го армейского корпуса. Сражался при Валутиной горе и Бородино. 3 ноября получил ранение картечью в нижнюю часть живота в сражении под Вязьмой.
26 февраля 1813 года награждён званием бригадного генерала, и 8 марта зачислен в Итальянский наблюдательный корпус (будущий 4-й корпус) генерала Бертрана. С 15 августа по 25 декабря командовал 1-й бригадой 12-й пехотной дивизии генерала Морана 4-го армейского корпуса. Участвовал в Саксонской кампании. 12 января 1814 года прикомандирован к 2-й резервной дивизии Парижа. 23 января возглавил бригаду в дивизии Дюфура в Шампани. С 14 февраля 1814 года командовал 2-й пехотной дивизией 2-го армейского корпуса. Сражался при Бар-сюр-Обе.
С 1 сентября 1814 года оставался без служебного назначения. 23 марта 1815 года получил назначение в Алансон под начало Морана. 28 апреля 1815 года возглавил 1-ю бригаду (5-й и 11-й линейные полки) 19-й пехотной дивизии Симмера 6-го корпуса генерала Мутона Северной армии. Участвовал в Бельгийской кампании, сражался 18 июня 1815 года при Ватерлоо. После второй Реставрации определён 1 сентября 1815 году на половинное жалование. В 1817 году по приказу генерала Канюэля был арестован как соучастник «Лионского дела», но вскоре освобождён вследствие отсутствия доказательств. 30 декабря 1818 года помещён в резерв Генерального штаба. 1 января 1825 года вышел в отставку. 22 марта 1831 года вновь помещён в резерв. При Июльской монархии возвратился в строй и 8 июня 1833 года назначен командующим департамента Канталь. 23 декабря того же года занял пост командующего департамента Дё-Севр. 2 июня 1837 года окончательно вышел в отставку.

## Воинские звания
- Солдат (18 декабря 1791 года);
- Младший лейтенант (24 февраля 1795 года);
- Лейтенант (21 июня 1796 года);
- Капитан (16 июля 1798 года);
- Командир батальона (31 мая 1799 года, утверждён 5 мая 1800 года);
- Полковник (20 июня 1809 года);
- Бригадный генерал (26 февраля 1813 года).

## Титулы
- Шевалье Белер и Империи (фр. chevaliern Bélair et de l'Empire; декрет от 15 августа 1809 года, патент подтверждён 22 октября 1810 года в Фонтенбло)[2][3].
- Барон и Империи (фр. baron Bélair et de l'Empire; декрет от 14 июня 1813 года, патент подтверждён 11 ноября 1813 года в Сен-Клу)[2][4].

## Награды
Легионер ордена Почётного легиона (16 сентября 1810 года)
 Офицер ордена Почётного легиона (15 февраля 1812 года)
 Коммандан ордена Почётного легиона (2 сентября 1812 года)
 Великий офицер ордена Почётного легиона (19 ноября 1813 года)
 Кавалер военного ордена Святого Людовика (11 октября 1814 года)